# Klimaatkast (server)
Een klimaatkast of serverkoeling is een ruimte waarbij de warmtelast van computerapparatuur onder controle gehouden wordt.  Door het steeds compacter maken van hardware ontstaat er meer warmte in een kleiner volume. Daarom is koeling de garantie om de servers storingvrij te laten werken, en de levensduur te verlengen.
Free-cooling is hiermee een nieuwe milieuvriendelijke oplossing waarbij er optimaal gebruikgemaakt wordt van buitenlucht.
Een ventilatiesysteem zorgt tevens voor de juiste vochtigheid om geen elektrostatische energie in een te droge lucht te laten ontstaan.
Klimaatkasten of klimaatsimulatiekasten worden gebruikt om klimaat testen uit te voeren op bijvoorbeeld (computer)elektronica. Cyclische testen van −70 tot 180 graden Celsius en vochtpercentages tot 98% kunnen worden gesimuleerd.